# Pseudotyphistes pennatus
Pseudotyphistes pennatus là một loài nhện trong họ Linyphiidae.
Loài này thuộc chi Pseudotyphistes. Pseudotyphistes pennatus được Paolo Marcello Brignoli miêu tả năm 1972.